# Марк Кело Леслі
Марк Кело Леслі (англ. Mark Leslie, нар. 20 серпня 1978, Пунта-Горда) — белізький футболіст, що грав на позиції півзахисника, флангового півзахисника. Виступав за національну збірну Белізу.

## Клубна кар'єра
У дорослому футболі дебютував 1997 року виступами за команду «Акрос Броун Бомберс», в якій провів два сезони, взявши участь у 14 матчах чемпіонату. Своєю грою за цю команду привернув увагу представників тренерського штабу клубу «Григамандала Дангрига», до складу якого приєднався 1999 року. Відіграв за команду за наступний сезон своєї кар'єри. 2000 року уклав контракт з клубом «Культуре Ябра», у складі якого провів наступний рік своєї кар'єри гравця. Протягом 2001—2002 років захищав кольори клубу «Ювентус» (Ориндж-Волк). З 2002 року жодного сезонів захищав кольори клубу «Саджитун». З 2003 року захищав кольори клубу «Сан-Педро Сігоукс».  Більшість часу, проведеного у команді був основним гравцем команди. У складі «Сан-Педро Сігоукс» був одним з головних бомбардирів команди, маючи середню результативність на рівні 0,33 гола за гру першості. У 2003 році захищав кольори «Бельмопан Бендітс»
Наступного року перебрався на Тринідад і Тобаго, де захищав кольори «Норт-Іст Старз». З 2004 року знову, цього разу один сезон, захищав кольори клубу «Саджитун», а наступного року — «Культуре Ябра». У 2006 році знову захищав кольори клубу «Норт-Іст Старз». Але того ж року повернувся на батьківщину, де два сезони виступав у клубі «Беліз». 
Протягом 2008—2009 років грав за тринідадські клуби «Норт-Іст Старз» та «Ма Пау». У 2010 році знову, цього разу три сезони, повернувся  до клубу «Норт-Іст Старз». 
Завершив кар'єру футболіста у команді «Беліз», у складі якої вже виступав раніше. Повернувся до неї 2013 року, захищав її кольори до припинення виступів на професіональному рівні у 2014 році.

## Виступи за збірну
З 1999 по 2007 рік захищав кольори національної збірної Белізу.
Загалом протягом кар'єри у національній команді, яка тривала 9 років, провів у її формі 55 матчів, відзначився 9 голами.